# 樹森大介
樹森 大介（きもり だいすけ、1977年7月28日 - ）は、埼玉県出身の元サッカー選手。サッカー指導者。

## 来歴
群馬県のサッカー強豪校、前橋商業高校から専修大学へ進学。当初、プロへの意識は低かったが、4年生の時にはユニバーシアードに選ばれ、同大の天皇杯全日本サッカー選手権大会出場にも貢献するなどの実績を残す。こうした活躍が湘南ベルマーレのスカウトの目にとまり、入団が決定した。湘南では出場機会を得たもののレギュラーに定着することはできず、2002年に戦力外通告を受け退団。
翌2003年より水戸ホーリーホックへ移籍。同年は全試合に出場し4得点を挙げるなどチームに大きく貢献。2004年も主力として33試合に出場していたがシーズン終了後に戦力外通告を受け退団。
2005年は無所属の期間があったが、シーズン途中にJ2に昇格したばかりで最下位に低迷するザスパ草津に入団。すぐにレギュラーに定着し、チームに貢献した。しかし、このとき樹森は大学院受験を決めており、群馬大学大学院教育学研究科を受験し、合格。それにあわせて草津退団も決定し、プロ生活にピリオドを打った。
その後は同大学院に籍を置きながら図南SC群馬にも所属し、さらに母校である前橋商業高校のコーチも務める多忙な生活を送った。
2012年より古巣水戸のアカデミースタッフに就任。2021年にJFA公認S級コーチ（現：JFA Proライセンス）を取得。
2023年より水戸のトップチームコーチに就任。
2024年12月18日、アルビレックス新潟の監督に就任。自身初となるトップチーム監督挑戦であったが、2025年シーズン途中の6月23日にアルビレックス新潟は契約解除を発表し、監督を解任された。

## 所属クラブ
- 1993年 - 1995年 前橋商業高等学校
- 1996年 - 1999年 専修大学
- 2000年 - 2002年 湘南ベルマーレ
- 2003年 - 2004年 水戸ホーリーホック
- 2005年 ザスパ草津
- 2006年 - 2008年 図南SC群馬/tonan前橋

## 個人成績
| 国内大会個人成績 | 国内大会個人成績 | 国内大会個人成績 | 国内大会個人成績 | 国内大会個人成績                         | 国内大会個人成績 | 国内大会個人成績 | 国内大会個人成績 | 国内大会個人成績 | 国内大会個人成績 | 国内大会個人成績 | 国内大会個人成績 |
| 年度             | クラブ           | 背番号           | リーグ           | リーグ戦                                 | リーグ戦         | リーグ杯         | リーグ杯         | オープン杯       | オープン杯       | 期間通算         | 期間通算         |
| 年度             | クラブ           | 背番号           | リーグ           | 出場                                     | 得点             | 出場             | 得点             | 出場             | 得点             | 出場             | 得点             |
| 日本             | 日本             | 日本             | 日本             | リーグ戦                                 | リーグ戦         | リーグ杯         | リーグ杯         | 天皇杯           | 天皇杯           | 期間通算         | 期間通算         |
| ---------------- | ---------------- | ---------------- | ---------------- | ---------------------------------------- | ---------------- | ---------------- | ---------------- | ---------------- | ---------------- | ---------------- | ---------------- |
| 1999             | 専大             | 8                | -                | -                                        | -                | -                | -                | 3                | 0                | 3                | 0                |
| 2000             | 湘南             | 28               | J2               | 17                                       | 0                | 0                | 0                | 0                | 0                | 17               | 0                |
| 2001             | 湘南             | 25               | J2               | 16                                       | 1                | 0                | 0                | 2                | 0                | 18               | 1                |
| 2002             | 湘南             | 17               | J2               | 6                                        | 0                | -                | -                | 0                | 0                | 6                | 0                |
| 2003             | 水戸             | 18               | J2               | 44                                       | 4                | -                | -                | 3                | 0                | 47               | 4                |
| 2004             | 水戸             | 10               | J2               | 32                                       | 1                | -                | -                | 1                | 0                | 33               | 1                |
| 2005             | 草津             | 30               | J2               | 32                                       | 1                | -                | -                | 2                | 1                | 34               | 2                |
| 2006             | 図南             | 15               | 群馬県1部        | 12                                       | 14               | -                | -                | -                | -                | 12               | 14               |
| 2007             | 図南             | 15               | 群馬県1部        |                                          |                  | -                | -                | 1                | 1                |                  |                  |
| 2008             | 前橋             | 8                | 群馬県1部        |                                          | 6                | -                | -                | -                | -                |                  | 6                |
| 通算             | 日本             | 日本             | J2               | 147                                      | 7                | 0                | 0                | 8                | 1                | 155              | 8                |
| 通算             | 日本             | 日本             | 群馬県1部        | \|\|\|\|colspan="2"\|-\|\|1\|\|1\|\|\|\| |                  |                  |                  |                  |                  |                  |                  |
| 通算             | 日本             | 日本             | 他               | -                                        | -                | -                | -                | 3                | 0                | 3                | 0                |
| 総通算           | 総通算           | 総通算           | 総通算           | \|\|\|\|0\|\|0\|\|12\|\|2\|\|\|\|        |                  |                  |                  |                  |                  |                  |                  |

## 代表歴
- 1998年 全日本大学選抜
- 1999年 ユニバーシアード日本代表

## 指導歴
- 2006年 - 2008年 前橋商業高等学校サッカー部 コーチ
- 2006年 - 2008年 図南サッカークラブフィオーレ コーチ
- 2007年 群馬県トレーニングセンター(U-15) 監督
- 2007年 群馬国体成年男子 監督
- 2008年 - 2011年 FCコールージャ コーチ
- 2012年 - 2024年 水戸ホーリーホック
  - 2012年 - 2022年 ユース 監督
    - 2015年7月 - 2016年1月 トップコーチ (兼任)

  - 2023年 - 2024年 トップチーム コーチ
- 2025年 - 同年6月 アルビレックス新潟 監督

## 監督成績
| 年度 | 所属 | クラブ | リーグ戦 | リーグ戦 | リーグ戦 | リーグ戦 | リーグ戦 | リーグ戦 | カップ戦       | カップ戦 |
| 年度 | 所属 | クラブ | 順位     | 勝点     | 試合     | 勝       | 分       | 敗       | ルヴァンカップ | 天皇杯   |
| ---- | ---- | ------ | -------- | -------- | -------- | -------- | -------- | -------- | -------------- | -------- |
| 2025 | J1   | 新潟   | 18位     | 19       | 20       | 4        | 7        | 9        | 3回戦敗退      | -        |

- 2025年は退任時点での成績。